# John Stewart (graaf van Buchan)
John Stewart (ca. 1381 - Verneuil-sur-Avre, 17 augustus 1424) was een Schotse edelman die tijdens de Honderdjarige Oorlog voor het koninkrijk Frankrijk in dienst was.

## Biografie
John Stewart werd geboren als de tweede zoon van Robert Stewart en Muriella Keith. Na de dood van Alexander Stewart, de graaf van Buchan, in 1405 verkreeg John Stewart het graafschap van zijn vader. Ondanks dat het een van de belangrijkste graafschappen van Noord-Schotland was had John Stewart zelf nauwelijks invloed in het graafschap, deze werd voornamelijk beheert door zijn vader. In 1406 werd hij tot kamerheer benoemd aan het koninklijk hof. Vier jaar later trouwde hij met Elizabeth Douglas, de dochter van Archibald Douglas.
In 1419 werd John Stewart aangesteld tot de commandant van het Schotse leger in Frankrijk om voor dauphin Karel van Frankrijk te vechten. Op 22 maart 1421 versloeg het Frans-Schotse leger onder leiding van Stewart het Engelse leger van Thomas van Clarence in de Slag bij Bauge. Voor deze overwinning werd hij rijkelijk beloond. Hij verkreeg de titel van connétable van Frankrijk en de landerijen van de heerlijkheid Châtillon-sur-Indre. In 1421-1422 behaalde verschillende kleine overwinningen, maar zijn militaire campagne van 1423 faalde vanwege het feit dat veel Fransen een buitenlandse Connétable niet wilden volgen. Hij verloor de Slag bij Cravant en werd door de Engelsen gevangen genomen. Hij werd na de slag na een gevangenenruil vrijgelaten.
Hij keerde daarop tijdelijk terug naar Schotland en wist hij Archibald Douglas over te halen om ook in Franse dienst te treden. Op 17 augustus 1424 werd het Schotse leger van Douglas en Stewart verslagen in de Slag bij Verneuil. Beide Schotse legeraanvoerders sneuvelden tijdens de veldslag.